# Front populaire pour la renaissance de la Centrafrique
 (janvier 2019).
Si vous disposez d'ouvrages ou d'articles de référence ou si vous connaissez des sites web de qualité traitant du thème abordé ici, merci de compléter l'article en donnant les références utiles à sa vérifiabilité et en les liant à la section « Notes et références ».
Le Front populaire pour la renaissance de la Centrafrique (FPRC) est un groupe politico-militaire centrafricain fondé à Birao (Vakaga) en août 2014 et né de l'explosion de la Seleka.
Le 17 décembre 2020, il fusionne avec 5 autres mouvements dans la Coalition des patriotes pour le changement.

## Personnalités
Les deux principales personnalités du FPRC sont le chef du mouvement Noureddine Adam et le chef militaire Abdoulaye Hissène.

## Commission nationale de défense et de sécurité
La Commission nationale de défense et de sécurité (CNDS) est la branche militaire du FPRC, créée lors de l’Assemblée Générale réunie à Bria en octobre 2016, son président est  Abdoulaye Hissène.

## Politique
Le Front populaire pour la renaissance de la Centrafrique (FPRC), groupe armé qui contrôle la zone de Ndélé, et tout particulièrement son chef Noureddine Adam, se réclame de l'ancien sultanat de Dar el-Kouti pour y asseoir sa légitimité.